# Joseph Lambert (generale)
Joseph Lambert (3 agosto 1809 – San Pietroburgo, 19 novembre 1879) è stato un generale russo.

## Biografia
Membro di una famiglia di origine francese, Joseph era il figlio di Charles Lambert, un generale di cavalleria.

## Carriera
Il 6 dicembre 1828 venne promosso al grado di primo ufficiale, servendo nell'esercito di cavalleria. Nel 1831 ha preso parte alla repressione della rivolta polacca.
Nel 1832, Lambert è stato trasferito nel reggimento degli Ussari. Il 6 agosto 1845 ha servito come aiutante personale dello zarevic Aleksandr Nikolaevič. Nel 1849, Lambert partecipò alla campagna di Ungheria e venne promosso a colonnello e poi è stato inviato nel Caucaso.
Il 19 febbraio 1855 è stato nominato aiutante di campo e il 26 agosto 1856 fu promosso a generale di divisione con iscrizione al seguito di Sua Maestà. Il 16 aprile 1878 venne promosso a generale di cavalleria.

## Morte
Morì il 19 novembre 1879 a San Pietroburgo.